# Парохонск
Парохо́нск (бел. Парахонск) — агрогородок в Пинском районе Брестской области Белоруссии. Административный центр Парохонского сельсовета. Население — 2014 человек (2019).

## География
Парохонск находится в 37 км к северо-востоку от центра Пинска близ границы с Лунинецким районом. Деревня стоит на правом берегу канализированной реки Бобрик, к востоку от Парохонска расположены обширные торфяные болота с сетью мелиорационных каналов. Местная дорога длиной 6 км связывает с автодорогой Пинск — Лунинец Р8, ещё одна дорога ведёт в деревню Селище. В 3 км от села находится ж/д платформа Парохонск на линии Брест — Пинск — Лунинец — Гомель

## История

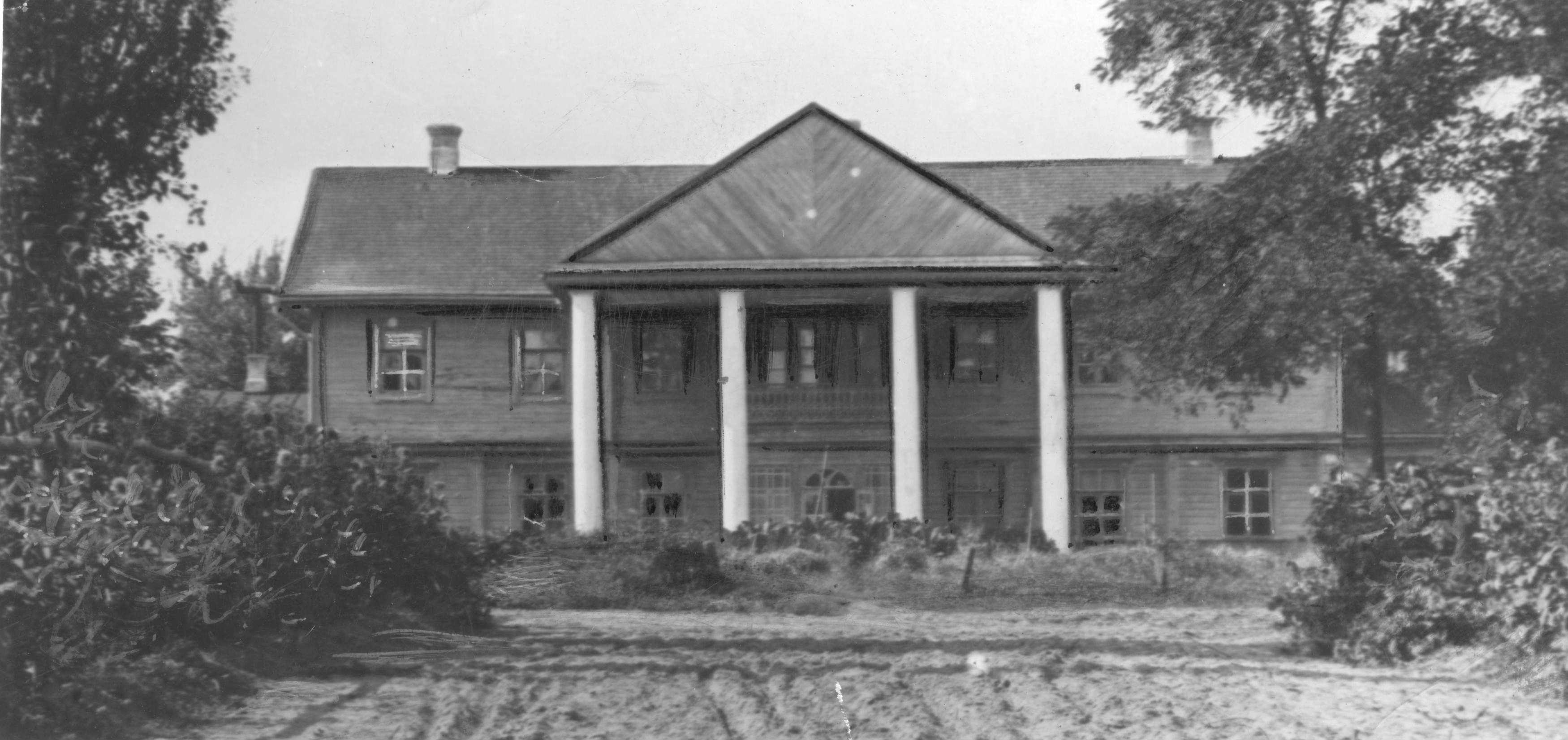
Усадьба Друцких-Любецких в Парохонске. Уничтожена во время Второй мировой войны. Фото 1930-х годов

- XV-XVII века — является собственностью князей Жижемских, наследниками которых были Радзивиллы
- XVIII век — имение приобретает князь Франтишек Друцкий-Любецкий, которому также принадлежали усадьбы в Погост-Загородском и Лунине[3].
- Позже имения принадлежат Герониму, затем Эдвину Цезарию, позже (до первой мировой войны) — Франтишеку. В XIX веке Друцкие-Любецкие выстроили в Парохонске усадебный дом, который был уничтожен во время Второй мировой войны[3]

- В 1920-х годах земли подвергались парцелляции
- Июнь 1943 года — фашистами уничтожено 126 хозяйств, убито 9 человек

## Экономика
- ОАО "Парохонское"

## Культура
- Дом культуры
- Музей ГУО «Парохонская средняя школа» Пинского района

## Достопримечательности
- Церковь Рождества Богородицы. построена в 1888 году из дерева, памятник архитектуры. Церковь включена в Государственный список историко-культурных ценностей Республики Беларусь[4] —  Историко-культурная ценность Республики Беларусь, шифр 112Г000578
- Протестантский храм (после 1990 года). Построен в эклектичном стиле с чертами готики и модерна.

### Памятник, скульптура
- Мемориальная доска на здании железнодорожной станции Парохонск в честь 208-го партизанского полка имени И. Сталина, который 7 июля 1944 года штурмом овладел станцией и удерживал её до прихода Советской Армии;
- Мемориальная табличка на здании железнодорожной станции Парохонск о встрече А. А. Блока и А. Н. Толстого в январе 1917 года;
- Памятный знак «Скорбь и мужество» погибшим в годы Великой Отечественной войны землякам, защитникам и освободителям от благодарных жителей Парохонска (2015 год, автор — Сергей Жилевич).

### Утраченное наследие
- Усадьба Друцких-Любецких
- Мельница

## Галерея

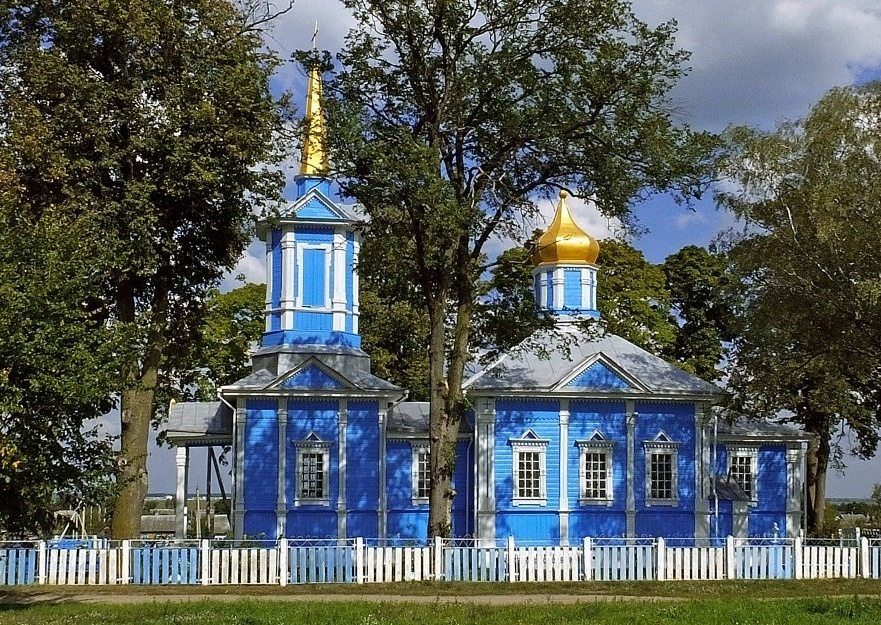
Церковь Рождества Богородицы
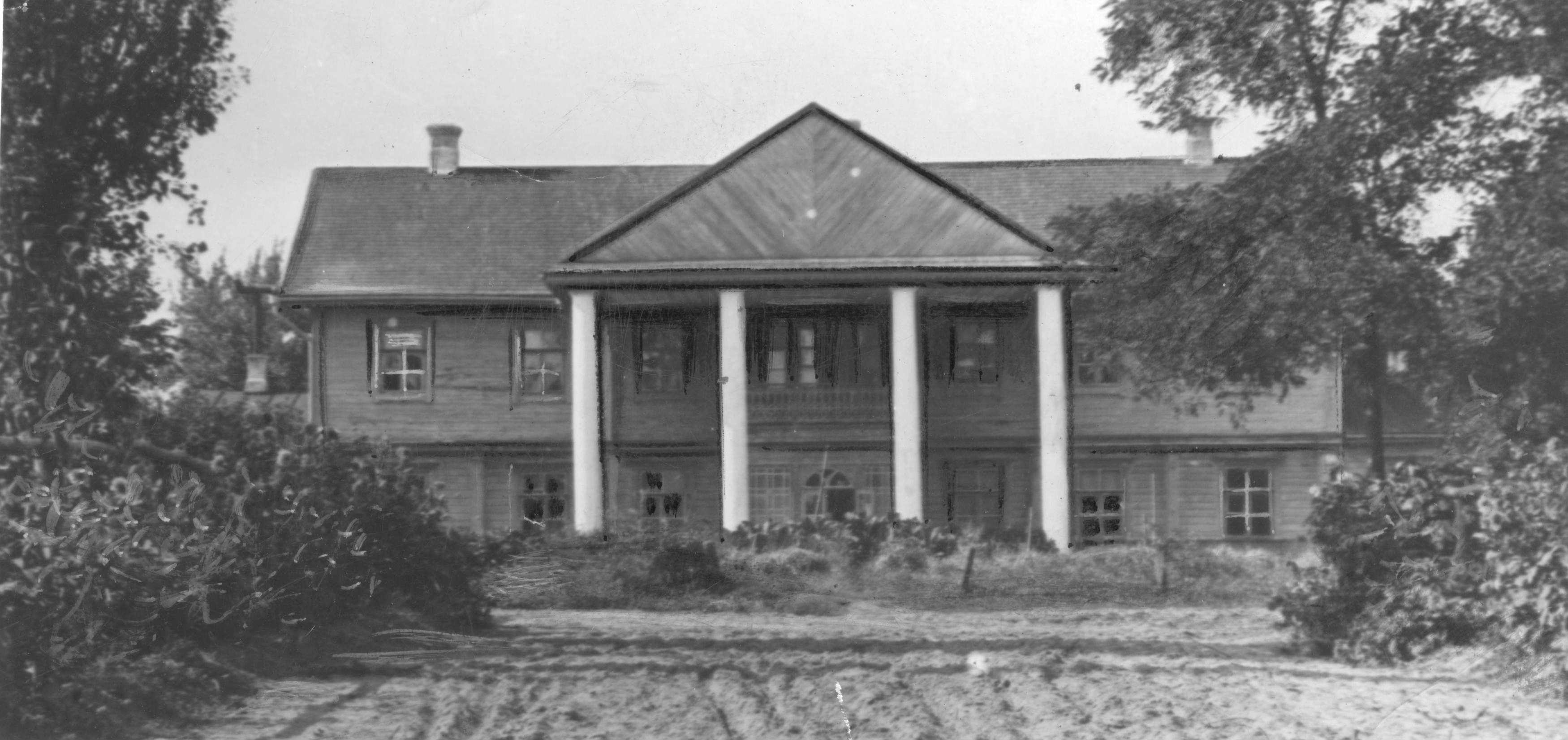
Усадьба князей Друцких-Любецких
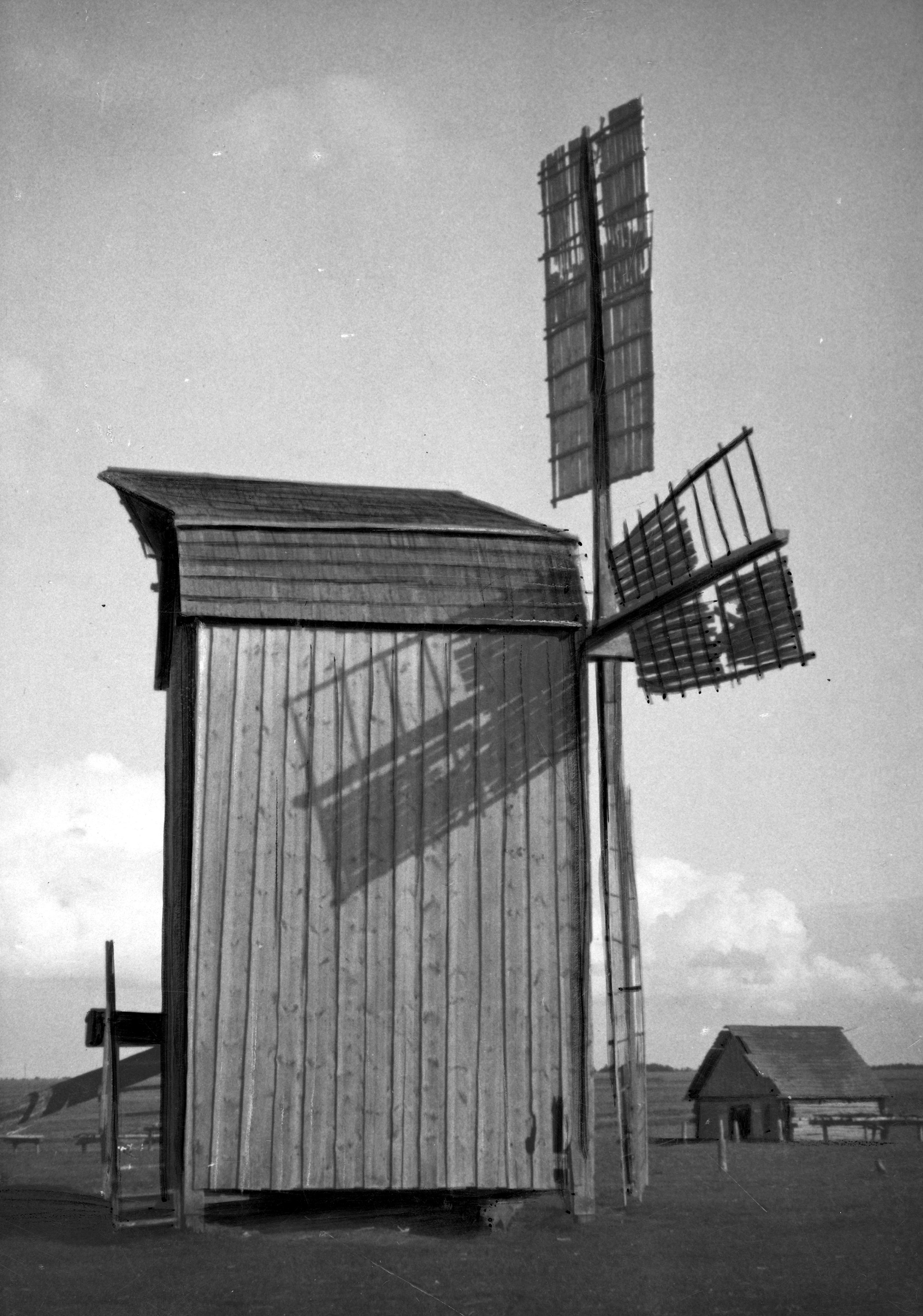
Мельница, 1932